# توماس نيل
توماس نيل (18 سبتمبر 1867 في المملكة المتحدة - 1949) (بالإنجليزية: Thomas Neill)‏ هو لاعب كريكت نيوزلندي.

## وصلات خارجية
- توماس نيل على موقع إي آس بي آن كريك إنفو (الإنجليزية)